# Escala menor natural

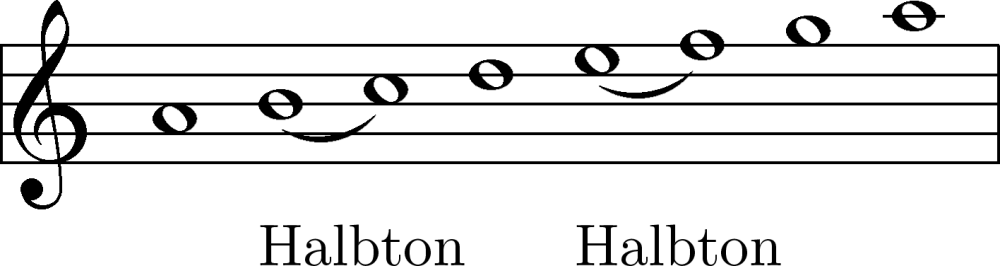
Escala de la menor natural

L'escala menor natural és la que es crea partint del sisè grau de l'escala major. Aquesta escala també rep el nom d'escala eòlia i és la menor relativa de l'escala major original.
Es diferencia de l'escala major en els III, VI i VII graus, que formen intervals menors amb el I grau.
El tercer grau determina la modalitat de l'escala i el setè s'anomena subtònica per la distància amb la tònica que és d'un to sencer.